# Ваня Влахович
Ваня Влахович (серб. Вања Влаховић, нар. 23 березня 2004, Белград, Сербія) — сербський футболіст, нападник італійського клубу «Аталанта».

## Ігрова кар'єра

### Клубна
Займатися футболом Ваня Влахович почав у Белграді в клубній академії столичного «Партизана». Погравши деякий час в молодіжній команді «Телеоптика» на правах оренди, у 2023 році Влахович переїхав до Італії, де приєднався до молодіжної команди «Аталанти».
Сезон 2023/24 нападник грав в «Аталанта» (U-23) в Серії С. 24 вересня 2024 року Влахович дебютував на професійному рівні, коли вийшов на заміну у матчі чемпіонату Італії проти «Комо».

### Збірна
З 2019 року Ваня Влахович виступає за юнацькі та  молодіжну збірну Сербії.